# Ślepiec mały
Ślepiec mały (Nannospalax leucodon) – gatunek ssaka z podrodziny ślepców (Spalacinae) w obrębie rodziny ślepcowatych (Spalacidae).

## Zasięg występowania
Ślepiec mały występuje na obszarach wschodnich Węgrzech, południowo-zachodniej Ukrainy, Mołdawii, Rumunii, Bośni i Hercegowiny, Serbii, Czarnogóry, Kosowa, południowo-wschodniej Albanii, Macedonii Północnej, Bułgarii, Grecji (w tym północno-wschodnie Wyspy Egejskie od Samotraki i Limnos) oraz europejskiej części Turcji.

## Taksonomia
Gatunek po raz pierwszy zgodnie z zasadami  nazewnictwa binominalnego opisał w 1840 roku fiński zoolog Alexander von Nordmann nadając mu nazwę Spalax typhlus leucodon. Miejsce typowe to okolice Odessy, w Ukrainie. 
N. leucodon należy do podrodzaju Mesospalax. Różnorodność genetyczna populacji N. leucodon wydaje się być mniejsza niż obserwowana u innych gatunków z rodzaju Nannospalax, ale pobieranie próbek ograniczono do zachodniej części jego zasięgu występowania. Ocena granic gatunków będzie prawdopodobnie wymagała połączenia danych dotyczących kariotypów z filogenetyką molekularną, ponieważ dane morfologiczne wydają się mieć ograniczone zastosowanie. Autorzy Illustrated Checklist of the Mammals of the World uznają ten takson za gatunek monotypowy.

### Etymologia
- Nannospalax: gr. ναννος nannos „karzeł”; rodzaj Spalax Güldenstädt, 1770 (ślepiec)[20].
- leucodon: gr. λευκος leukos „biały”[21]; οδους odous, οδοντος odontos „ząb”[22].

## Morfologia
Długość ciała (bez ogona) 150–240 mm, brak widocznego zewnętrznego ogona; masa ciała 162–504 g. 

## Tryb życia
Ślepce żyją w rozbudowanych norach z licznymi komorami, połączonymi chodnikami. Kopią je nie tylko kończynami, lecz głównie zębami, pomagając sobie przy tym głową. Pokarm zdobywają pod ziemią. Żywią się cebulami, korzeniami i bulwami, niekiedy jednak odważają się wyjść na powierzchnię, gdzie zjadają trawę, nasiona, a nawet owady. 

## Rozmnażanie
Na początku wiosny samica po ciąży trwającej około 4 tygodni rodzi od 2 do 4 młodych.